# معين صادق
معين صادق (1955-) هو عالم آثار فلسطيني كندي متخصص في آثار غزة. وُلد في خان يونس، غزةتخرج من جامعة القاهرة عام 1979 بدرجة البكالوريوس في الآثار الإسلامية، ثم درس في جامعة برلين الحرة، وحصل على الدكتوراه في التاريخ والآثار الإسلامية.يعمل مدرس في جامعة قطر وعمل في جامعات في كندا.

## مسيرته المهنية
بدعم من زميله عالم الآثار كلاوس بريش وتمويل من الأكاديمية الأكاديمية الألمانيةقام صادق بتطوير أطروحة الدكتوراه الخاصة به إلى كتاب، نشرته دار نشر كلاوس شوارتز في عام 1991Die mamlukische Architektur der Stadt Ghanaكان بمثابة مسح للعمارة الإسلامية في غزةوفي عام 1991 شارك صادق أيضًا في تأسيس كلية التربية في غزة، والتي أصبحت فيما بعد جامعة الأقصىفي عام 1994، شارك صادق في تأسيس دائرة الآثار في غزة. أثناء عمله في القسم، قاد صادق بشكل مشترك أعمال التنقيب في تل السكن وتل العجول.
أنشأت السلطة الوطنية الفلسطينية دائرة الآثار في عام 1994 لتتولى مسؤولية إدارة مواقع التراث الثقافي في فلسطينوكان صادق أحد مؤسسي فرع غزة للقسموهو خبير في علم الآثار في غزةوبصفته مديراً لدائرة الآثار في غزة، شارك صادق في عدد من المشاريع الأثرية، مثل مشروع أبحاث غزة الذي بدأ في عام 1996 بقيادة لويز ستيل، وجوان كلارك، وصادق. بحث المشروع عن أدلة على وجود بقايا أثرية يعود تاريخها إلى العصر البرونزي في المنطقةاكتشف صادق موقعًا يعود إلى العصر البرونزي في عام 1996، وهو موقع المغراقة، والذي أصبح أحد بؤر مشروع أبحاث غزة وخضع للحفرفي عام 1999، قاد صادق وبيتر فيشر أعمال التنقيب في تل العجول الذي تم التنقيب عنه آخر مرة في ثلاثينيات القرن العشرينإلى جانب حمدان طه، رئيس دائرة الآثار، شارك صادق في المفاوضات مع إسرائيل بشأن إعادة القطع الأثرية التي تم التنقيب عنها في فلسطين أثناء الاحتلال الإسرائيلي.
أدت مشاريع البناء في غزة إلى اكتشاف مواقع أثرية جديدة مثل تل السكن، وهي مستوطنة محصنة من العصر البرونزي تم اكتشافها في عام 1998 حيث قاد صادق التحقيقات الأثرية مع بيير دي ميروشيجي بين عامي 1999 و2000بدأ الموقع كمستوطنة مصرية قبل أن يتم التخلي عنه وإعادة سكنه من قبل الكنعانيين، ويعد تل السكن أقدم حصن مصري معروف تم التنقيب عنه.
وبما أن العمل الميداني الأثري في غزة أصبح غير عملي بسبب الصراع مع إسرائيل، غادر صادق غزة في عام 2007، وانتقل إلى كندا، حيث عمل من خلال مشروع العلماء المعرضين للخطر في كلية ماسي ومتحف أونتاريو الملكي، في عام 2010، كان صادق أستاذًا زائرًا في معهد المواطنة العالمية في كلية سنتينيال في كندا، في أغسطس من ذلك العام، تولى صادق منصبًا لتدريس علم الآثار في جامعة قطر.